# 伊尼亞河

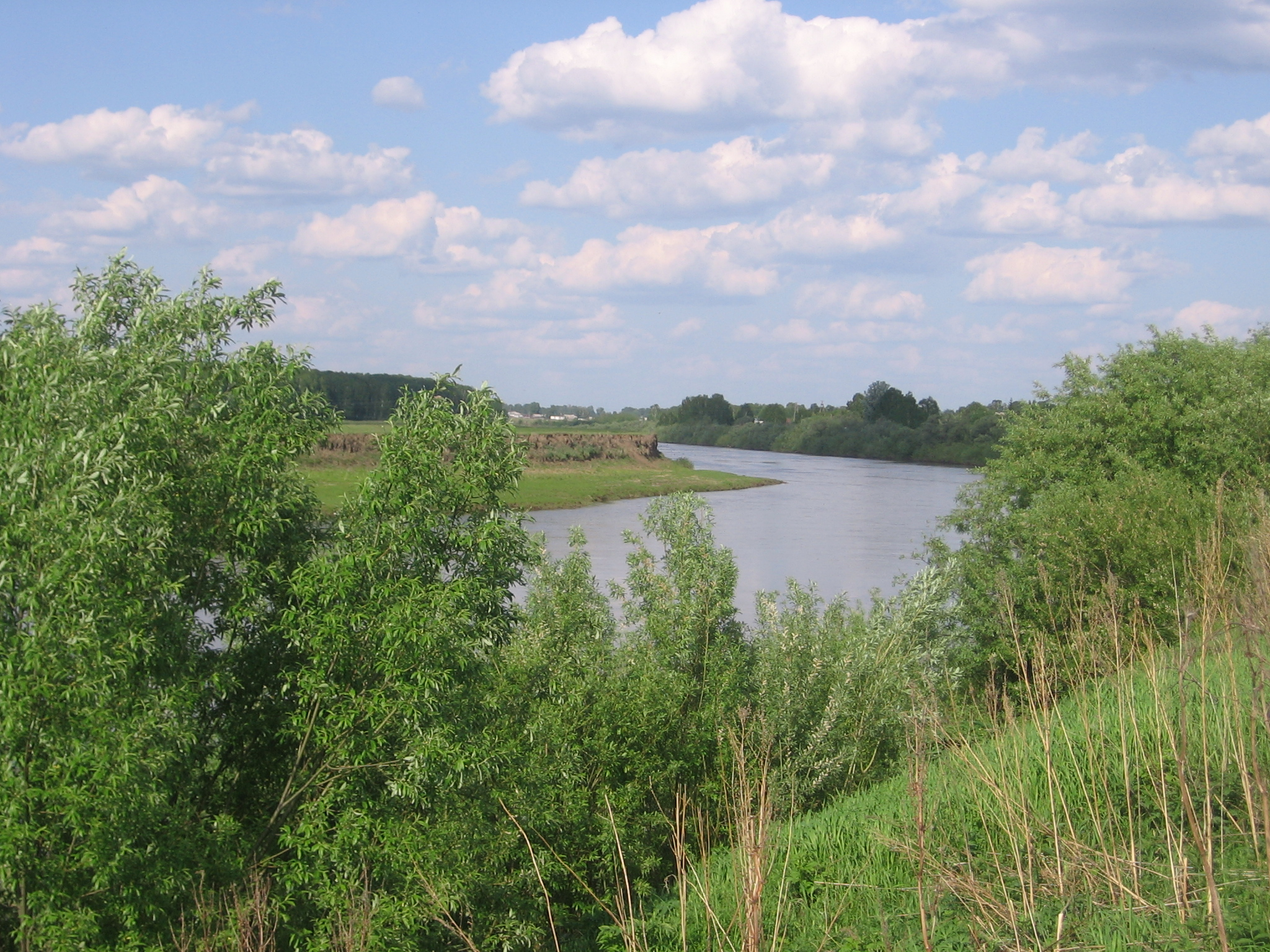
伊尼亚河流经萨拉普尔卡村

伊尼亞河（Иня́）是俄羅斯的河流，位於科麥羅沃州和新西伯利亞州，屬於鄂畢河的右支流，河道全長663公里，流域面積17,600平方公里。
伊尼亞河從發源地庫茲涅茨克盆地往西流至新西伯利亞東南5公里處注入鄂畢河，河畔城鎮有列寧斯克-庫茲涅茨基和托古欽。